# Altica jermilae
Altica jermilae – gatunek chrząszcza z rodziny stonkowatych i podrodziny pchełek ziemnych.
Gatunek ten został opisany w 1860 roku przez Franza Kutscherę jako Haltica jermilae.
Jako jego rośliny żywicielskie podawano wierzbownicę kosmatą, wierzbownicę czworoboczną i Epilobium tournefortii.
Chrząszcz palearktyczny, o rozsiedleniu eurosyberysjsko-wschodniośródziemnomorskim. Podawany z Grecji, Bułgarii, Turcji, Gruzji i Izraela.